# جيف جاف
جيف جاف (بالإنجليزية: GiffGaff)‏ هي شركة اتصالات بريطانية، تأسست سنة 2009 ويقع مقرها الرئيسي في لندن (إنجلترا). تستمد شهرتها كونها من بين الشركات التي تعتمد على الأقمار الصناعية في تغطية شبكتها في معظم أنحاء العالم، حيث أنها تمنح عروضا جيدة نسبيا، على غرار خدمة التوصيل حيث تتحمل الشركة كل المصاريف لإيصال الشريحة لمنزلك دون أي معاليم جمروكية[بحاجة لمصدر].
فازت شركة جيف جاف بجائزة أفضل شركة اتصالات في العالم لعام 2017.

## الخدمات
أول ما قامت به شركة جيف جاف كان إنشاء ونشر وحدة تعريف المشترك (بطاقة سيم)، حيث كانت تشتغل بالجيل الثاني لكنها سرعان ما تطورت للجيل الثالث من أجل خدمات الهاتف المحمول، وكانت تٌعبئ بواسطة مبلغ مالي معين قصد الحصول على صبيب من الإنترنت أو دقائق معدودة من المكالمات أو عدد من الرسائل أو هم جميعا، وفي يونيو من سنة 2012، أعلنت الشركة لمستخدميها أنه بات بإمكانهم الآن شراء عرض مميز عن طريق موقعها في الإنترنت لا غير، وذلك باستعمال البطاقة البنكية القابلة للدفع عن طريق مواقع الإنترنت.
وفي مارس 2014، أعلنت الشركة عن أنها ستضيف خط الجيل الرابع، وسيكون بالإمكان استعمال هذه الخدمة ابتداء من أبريل 2014.

### خدمات الزبون
لا تمتلك شركة جيف جاف خدمة خاصة بالزبون، كما لا تمتلك حسابا رسميا خاصا بحل مشكلات الزبائن، وفي حالة ما اعترضت مشكلة ما زبونا معينا، فيجب عليه التوجه لأقرب وكالة لحل تلك المشكلة.

### الجيل الرابع
في سبتمبر من سنة 2015، أصبح لجميع زبناء شركة جيف جاف خط هاتفي للجيل الرابع سواء كان لديهم عقدا مع الشركة أم لا، وفي حالة ما كانت أحد هواتف المستخدمين لا تدعم تقني الفور جي فإنه تلقائيا يتم المرور لخدمة الجيل الثالث أو على الأقل الجيل الثاني.